# Microregione di Cataguases
Cataguases è una microregione del Minas Gerais in Brasile, appartenente alla mesoregione di Zona da Mata.

## Comuni
È suddivisa in 14 comuni:
- Além Paraíba
- Argirita
- Cataguases
- Dona Eusébia
- Estrela Dalva
- Itamarati de Minas
- Laranjal
- Leopoldina
- Palma
- Pirapetinga
- Recreio
- Santana de Cataguases
- Santo Antônio do Aventureiro
- Volta Grande